# Ditadura de 6 de Janeiro

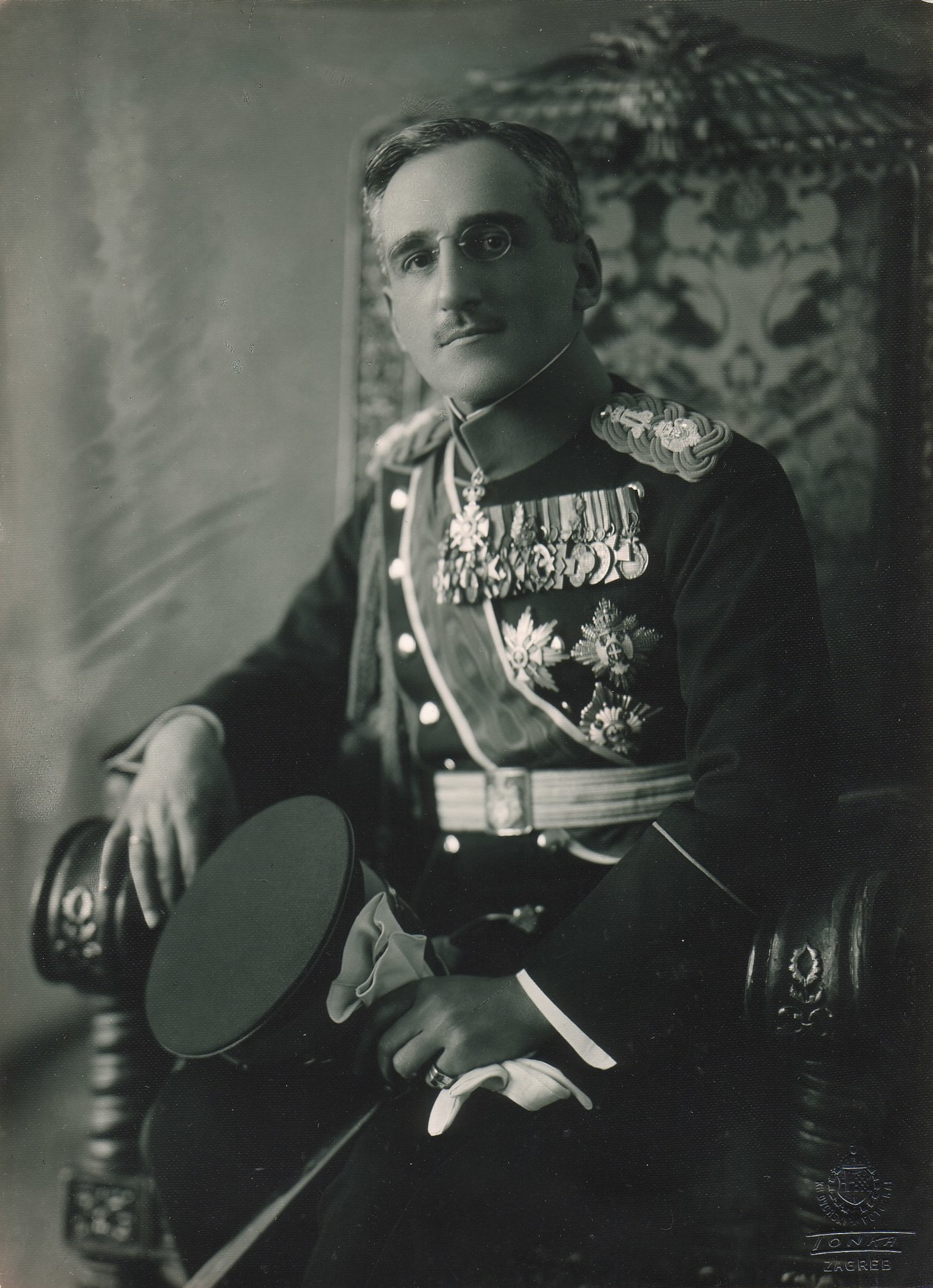
Rei Alexandre I da Iugoslávia

Ditadura de 6 de Janeiro (em croata:  Šestosiječanjska diktatura, em sérvio:  Шестојануарска диктатура/Šestojanuarska diktatura, em esloveno:  Šestojanuarska diktatura) foi uma ditadura real estabelecida no Reino dos Sérvios, Croatas e Eslovenos pelo Rei Alexandre I. Teve inicio com um autogolpe de Alexandre I em 6 de janeiro de 1929 quando, em resposta a uma grave crise política e a instabilidade étnica desencadeada pelo assassinato de Stjepan Radić, o rei aboliu a Constituição, suspendeu o Parlamento e assumiu o controle do Estado. O país também foi renomeado para Reino da Iugoslávia e teve as divisões ou estruturas internas alteradas. O período terminou com seu assassinato em Marselha em 9 de outubro de 1934.

## Histórico
O Rei Alexandre aboliu a Constituição, suspendeu a Assembleia Nacional e introduziu uma ditadura pessoal em 6 de janeiro. No dia seguinte, o general Petar Živković tornou-se primeiro-ministro, dirigindo o regime da Democracia Camponesa Radical Iugoslava. Em 11 de janeiro, a Corte Estatal para a Proteção do Estado foi criada em Belgrado.
O estado foi rebatizado de Reino da Iugoslávia e foi dividido em novas divisões administrativas. A decisão foi tomada na sequência de uma proposta do embaixador britânico para melhor descentralizar o país, seguindo o modelo da Tchecoslováquia.
Continuando seus esforços para unificar seus súditos, Alexander baniu todos os partidos políticos com base em distinções étnicas, religiosas ou regionais, reorganizou o estado administrativamente e padronizou os sistemas legais, currículos escolares e feriados nacionais.
Em 20 de abril, o grupo fascista croata Ustaše e o grupo secessionista macedônio Organização Revolucionária Interna da Macedônia clamaram pela independência da Croácia e da Macedônia.
Em 25 de abril, Đuro Đaković, um proeminente ativista sindical e primeiro secretário do Partido Comunista da Iugoslávia, foi assassinado por policiais iugoslavos na fronteira iugoslava-austríaca na atual Eslovênia, após quatro dias de tortura e interrogatório em uma delegacia de polícia de Zagreb.
Em 3 de outubro, o Estado foi renomeado para "Reino da Iugoslávia" e também foi dividido em novas divisões administrativas chamadas banovinas.
Em 22 de dezembro o líder croata Vladko Maček foi preso.

Depois que Alexandre foi assassinado, ele foi sucedido pela regência iugoslava.

## Outras fontes
- Dušan Mrđenović (1988). Ustavi i vlade Kneževine Srbije, Kraljevine Srbije, Kraljevine SHS i Kraljevine Jugoslavije, 1835-1941. [S.l.]: Nova knj.
- Wayne S. Vucinich; Jozo Tomasevich (1969). Contemporary Yugoslavia: Twenty Years of Socialist Experiment. [S.l.]: University of California Press. pp. 22–. GGKEY:5JR74ERLNET